# Fair Use Policy
Fair Use Policy (též Fair Usage Policy nebo Fair User Policy, zkratkou FUP) je obchodní politika používaná zejména u internetového připojení (např. některé ADSL nebo bezdrátový internet), kde je datové pásmo sdíleno mezi více uživatelů. Smyslem FUP je zamezit tomu, aby jeden uživatel přílišným využíváním svého internetového připojení omezoval ostatní uživatele.
Funkce FUP spočívá v tom, že pokud uživatel během určitého časového období (např. 24 hodin, den, měsíc) stáhne z internetu nadlimitní množství dat, je pak nějak postižen. Nejčastěji tím, že se výrazně sníží jeho přenosová rychlost. Toto omezení trvá pouze do konce výše zmíněného časového období.
V praxi tedy u poskytovatelů zkratka FUP typicky znamená, kolik může uživatel měsíčně celkem dohromady odeslat a přijmout dat. Např. je-li FUP 1 GB, může odeslat 0,2GB a stáhnout 0,8GB a poté mu poskytovatel výrazně sníží přenosovou rychlost až do konce měsíce.

## Kontroverze názvu FUP
Fair Use Policy znamená v překladu „zásady férového používání“. Někteří[kdo?] poukazují na kontroverzi použití pojmu „férový“ v názvu, protože FUP v praxi znamená výrazné omezení služby, za kterou si spotřebitel řádně zaplatil. Poskytovatelé internetového připojení preferují uvádět v popisu produktu např. „Na tento produkt se vztahuje politika FUP“ před přímým popisem skutečného stavu např. „Po překročení daného objemu dat v zúčtovacím období je dočasně snížena rychlost datového připojení na 64 kb/s.“  De facto se takovým omezením stává internetové připojení často nepoužitelným, což nutí spotřebitele dokoupit si do konce zúčtovacího období větší objem dat. Z hlediska ochrany spotřebitele se jeví pojem „férové užívání“ jako zavádějící – poskytovateli internetu je totiž zpravidla lhostejné, zda svým užíváním spotřebitel omezuje v užívání jiné spotřebitele, pokud si další objem dat řádně doplatí.

## Internet
Internetová připojení s FUP jsou vhodná pro ty, kteří nestahují z internetu větší množství dat. V České republice bylo FUP pro ADSL firmy O2 zrušeno v roce 2008, ale nadále je uplatňováno některými operátory, v České republice zvláště mobilními operátory, tedy u mobilního internetu. Ve světě je FUP (ve smyslu maximální povolený objem dat) u mobilního internetu v souvislosti s vysokými investicemi do infrastruktury a s nástupem smartphonů na ústupu, resp. dochází ke značnému snížení jednotkové ceny dat. V Česku (na specificky pokřiveném českém trhu) nelze podobné tendence očekávat.